# Finn Nørgaard
 Ikke at forveksle med Finn Nørbygaard.
Finn Nørgaard (født 27. maj 1959, død 14. februar 2015 på Østerbro i København) var en dansk filmmand, der var involveret i flere dokumentar- og spillefilm.
Nørgaard voksede op i Gladsaxe og var uddannet cand.phil. i film og kommunikation fra Københavns Universitet i 1991. Fra 1989 til 2001 arbejdede han i DR. Han blev dræbt i 2015 under terrorangrebene i København.

## Film
I 2001 blev han medejer af firmaet Filmselskabet.
Nørgaard var fotograf på den danske detektivfilm Adam Hart i Sahara, som blev filmet i 1983, og klipper på den danske dokumentarfilm Soul to soul fra 1986. Han fungerede som producent på Kun for forrykte, en dokumentarfilm fra 1988 om Eik Skaløe og Steppeulvene. Senere instruerede han dokumentarfilmen Boomerang drengen fra 2004 og stod for produktionen af dokumentarfilmen om restaurant-kæden Lê Lê: Lê Lê - De jyske vietnamesere fra 2008. Derudover havde han roller i danske spillefilm: foran kameraet i Thomas Borch Nielsens film fra 1998 Skyggen og bagved kameraet som clapper i Peter Eszterhás' film fra 1989 En afgrund af frihed.
For TV 2 instruerede og producerede Nørgaard En anden vej: Historien om fire nydanskere og en koncernchef, der fulgte direktør Stine Bosse og fire unge nydanskere med en kriminel baggrund på pilgrimsruten Caminoen.
Derudover finder man på IMDb ham krediteret for assistant camera i den tyske film Die Terroristen! fra 1992.
Nørgaard instruerede og producerede også film for blandt andre Mærsk, SAS og Microsoft.

## Dræbt ved attentat i København
Finn Nørgaard blev dræbt ved terrorangrebene i København den 14. februar 2015, i et attentat mod et debatmøde med titlen Kunst, Blasfemi og Ytringsfrihed arrangeret af Lars Vilks Komiteen, afholdt på Kulturhuset Krudttønden på Østerbro.
Ifølge et vidne gik Nørgaard hen mod den skydende mand og forsøgte at overmande ham ved at gribe ham bagfra.
Gerningsmanden drejede dog rundt og skød ham på nært hold.
Ved samme lejlighed blev to PET-livvagter og en politibetjent såret.
Finn Nørgaard blev bisat den 24. februar fra Grundtvigs Kirke i København.

## Finn Nørgaard foreningen af 14. februar 2015
Den 20. februar 2015 lancerede familiemedlemmer, venner og samarbejdspartnere „Finn Nørgaard Foreningen af 14. februar 2015". Foreningen har til formål at uddele midler til projekter og initiativer, der støtter udsatte børn og unge, og kommer blandt andet til hvert år den 14. februar at uddele et beløb til en organisation eller person(er), der har gjort eller gør noget ekstraordinært for forståelse mellem mennesker.

## Hæder
- Udnævnes posthumt til Ridder af den franske kunst- og litteraturorden, Arts et Lettres.[14]
- 29. maj 2016 overrakte Folketingets formand, Pia Kjærsgaard, Folketingets Hæderspris til Finn Nørgaard Foreningen og Dan Uzans Mindefond.[15]